# 뿔냉이

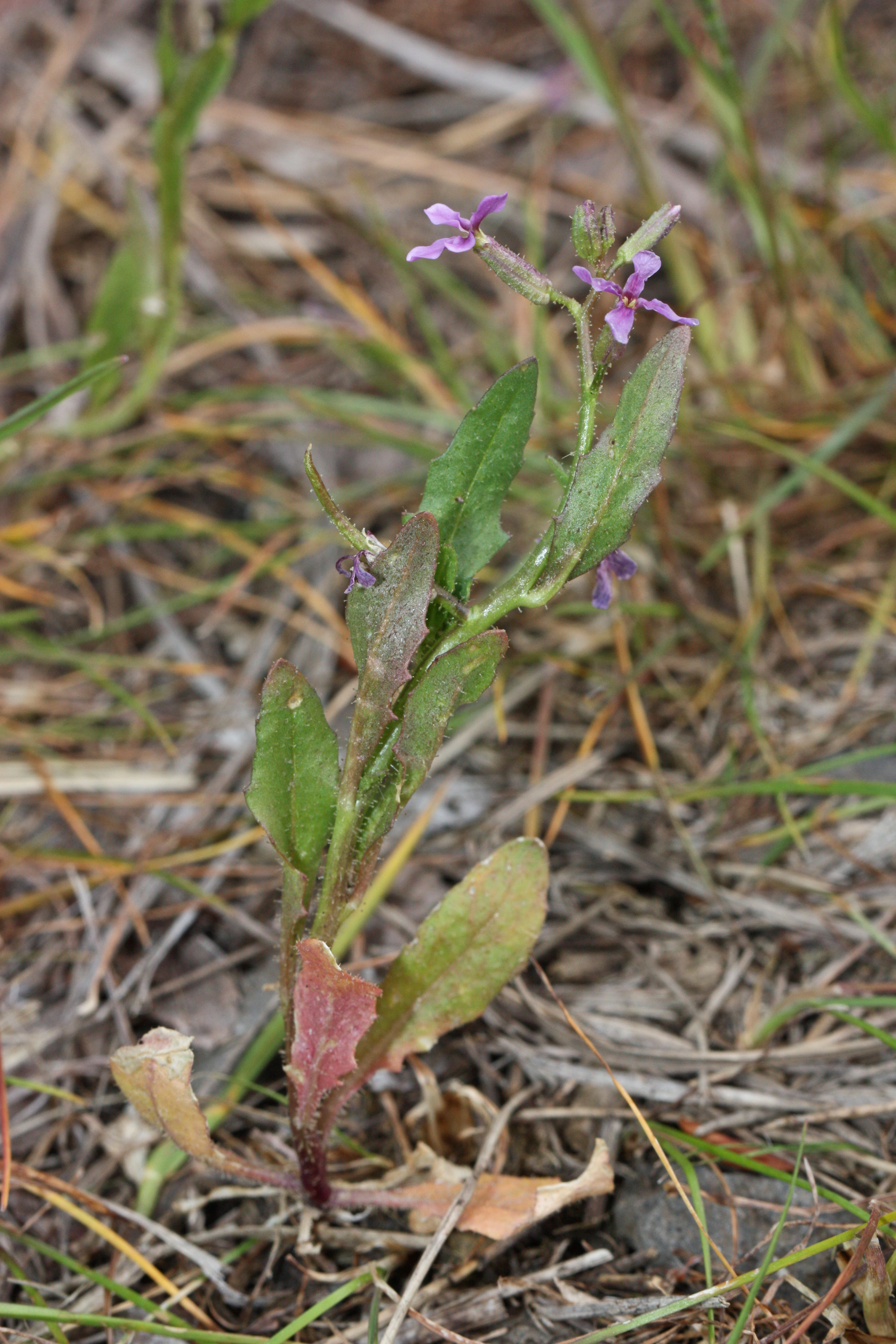

배추과에 속하고 학명은 Chorispora tenella이다. 지중해 동부와 중앙아시아 원산의 귀화식물로, 한국의 서울과 경기도와 남부지방에 드물게 자라는 한해살이풀이다. 높이는 20-50cm 정도이다.

## 특징
줄기는 많이 갈라지면서 옆으로 퍼지듯 자라고 돌기 모양의 샘털이 있다. 잎은 어긋나게 달린다 뿌리잎은 긴 타원형이고 줄기잎은 넓은 피칭형이다. 가장 자리에 몇 쌍의 톱니가 띄엄띄엄 있으며 톱니 사이 부분은 안쪽으로 굴곡이 진다. 꽃은 4-5월에 줄기와 가지 끝에 달리는 총상꽃차례에 옅은 홍자색 꽃이 핀다. 꽃받침과 열매에도 작은 돌기 모양의 샘털과 성긴 털이 달린다. 꽃잎은 4개이고 수술은 6개이며 암술은 1개이다. 열매는 기다란 각과이며 뿔처럼 휘고 각 마디마다 씨가 2개씩 있다.

## 이름
염래가 뿔 모양으로 익는 냉이 종류라는 뜻의 이름이다.